# شركة الخليج للكابلات والصناعات الكهربائية
شركة الخليج للكابلات والصناعات الكهربائية, شركة كويتية أسست سنة 1975 متخصصة في صناعة الكابلات والأسلاك الكهربائية. مدرجة منذ 1984 في سوق الكويت للأوراق المالية. تعتبر أكبر شركات القطاع في العالم العربي من حيث القيمة السوقية (حتى 12 أبريل 2007) التي بلغت 1.262 مليار دولار. أكبر المساهمين فيها الشركة الكويتية للأغذية وشركتها التابعة ب 9.09% من رأس المال.